# Simulium rithrogenophila
Simulium rithrogenophila es una especie de insecto del género Simulium, familia Simuliidae, orden Diptera.
Fue descrita científicamente por Konurbayev, 1984.